# Inokulum
Als Inokulum wird in der Medizin das infektiöse Material bzw. ein als Antigen wirkender Teil eines Erregers bezeichnet. Es kann sich dabei zum Beispiel um Viruspartikel, Bakterienzellen oder Pilzsporen handeln.
In der Biotechnologie versteht man unter diesem Begriff die Menge an Zellen, mit denen ein Fermenter angeimpft wird (siehe Inokulation).